# Cestonia cineraria
Cestonia cineraria är en tvåvingeart som beskrevs av Camillo Rondani 1861. Cestonia cineraria ingår i släktet Cestonia och familjen parasitflugor. Inga underarter finns listade i Catalogue of Life.